# یانگ رونگ
یانگ رونگ، (به چینی: 杨骐榕) (زاده ۱۹۵۷) کارآفرین، بازرگان و مدیر ارشد اجرایی چینی است، که در سال ۱۹۹۱ شرکت بریلیانس آتو را تأسیس نمود. در سال یانگ ۲۰۰۱ مجله اقتصادی فوربز یانگ را به‌عنوان سومین فرد ثروتمند چین معرفی نمود، کمتر از یک سال بعد، در پی اختلاف با دولت چین به ایالات متحده آمریکا گریخت.